# Mogadishu
Mogadishu [mogaˈdɪʃu] (somaliska: Muqdisho, i folkmun Xamar, Hamar; arabiska: مقديشو Maqadīshū, italienska: Mogadiscio) är huvudstad och den största staden i Somalia. Staden är belägen vid Benadirkusten mot Indiska oceanen och har fungerat som en viktig regional hamnstad i århundraden. Sedan centralregeringen bröt samman 1991 har rivaliserande miliser stridit om staden i 17 års tid. År av inrikespolitiska oroligheter och okontrollerade uppror har förvandlat staden till en av de farligaste och mest laglösa städerna i världen.
Mogadishu är Somalias viktigaste hamnstad, och ligger strax norr om ekvatorn. Staden är ett handels- och administrationscentrum med bland annat livsmedelsindustri och export av bananer och hudar. Den har en internationell flygplats och ett universitet grundat 1954.
Eftersom det var länge sedan en folkräkning kunde genomföras i landet så är uppgifter om invånarantal i huvudsak beräkningar och uppskattningar. Förenta nationernas befolkningsfond genomförde en studie 2014 som uppskattade folkmängden i Banaadirregionen (som omfattar Mogadishu med närmaste omgivning) till cirka 1,7 miljoner invånare.

## Historik

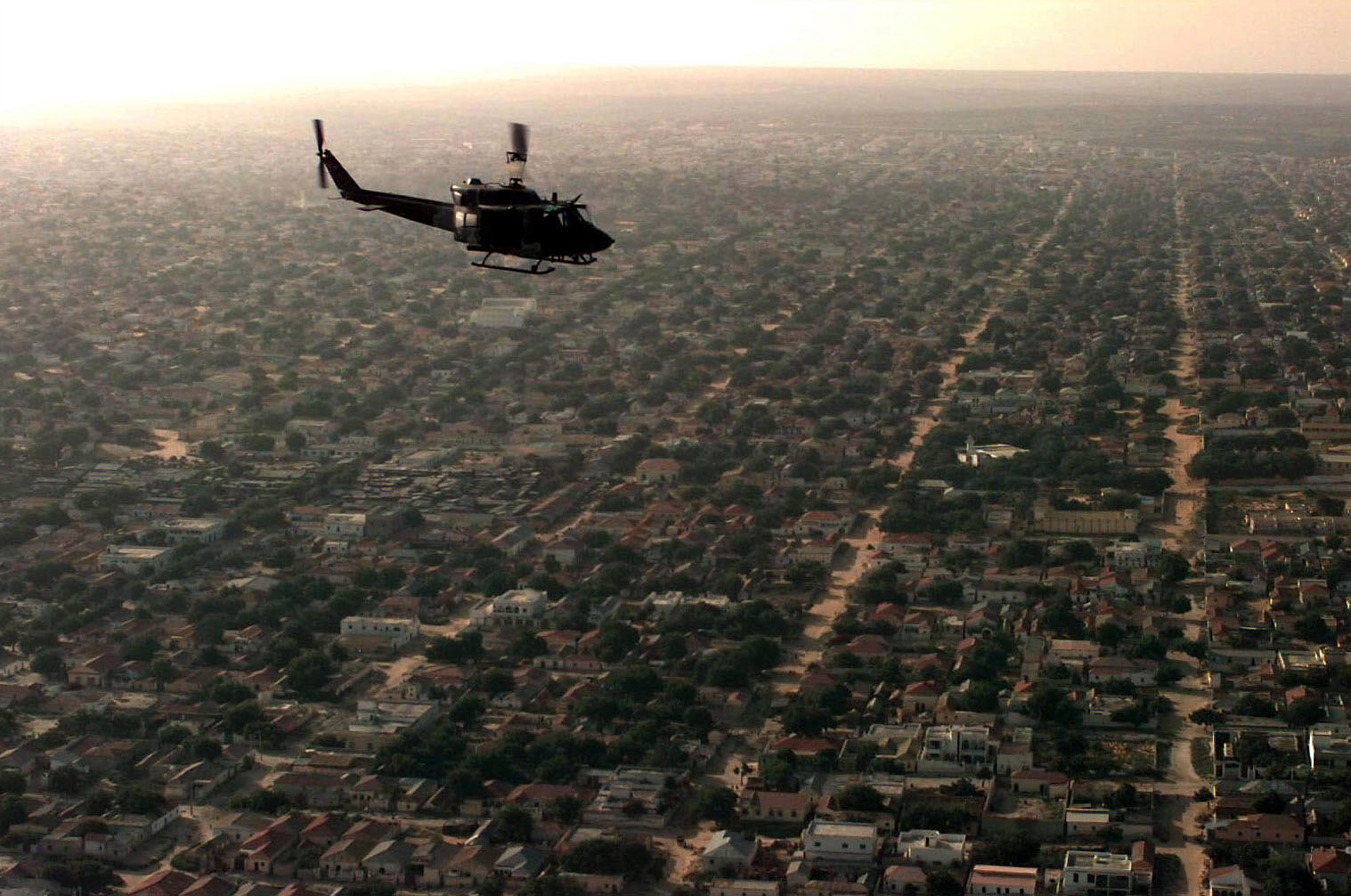
Vy över Mogadishu från 1992.

Mogadishu grundades av arabiska handelsmän på 900-talet. Staden var huvudstad i Italienska Somaliland, och blev efter Somalias självständighet huvudstad i landet. 1977 befriade västtyska elitsoldater här 86 personer som tagits som gisslan på ett flygplan som kapats av västtyska terrorister.
Staden föll i händerna på krigsherrar 1991 efter att Mohamed Siad Barre störtades. Mogadishu drabbades hårt av inbördeskriget i landet mellan 1991 och 1994; bland annat plundrades alla offentliga byggnader, och stora delar av regeringsbyggnaderna i staden ligger fortfarande i ruiner. Mogadishu delades i praktiken mellan flera "klaner", och fick stora försörjningsproblem både vad gäller mat, vatten och elektricitet. Staden fick samtidigt en kraftig folkökning på grund av stor inflyttning från landsbygden. I regi av FN befann sig en internationell styrka i landet mellan 1992 och 1995, bland annat för att beskydda hjälpsändningarna till Mogadishu. Mellan 1992 och 1994 fanns även amerikanska soldater i området i föresatsen att infånga den största krigsherren Mohamed Farrah Aidid. Insatsen misslyckades och USA drog tillbaka sina trupper efteråt.
Det har skett över 14 fredskonferenser för försonad regering bland somaliska klaner men ingen av dem har lyckats att ta kontroll över hela landet. 5 juni 2006 tillföll staden Mogdishu Islamiska domstolarnas högsta råd.
Under våren 2007 stod kraftiga strider i staden mellan olika klaner och etiopiska och somaliska regeringsstyrkor. På kort tid har mer än 1 000 människor dödats, flera tusen skadats och över hälften av stadens befolkning drivits på flykt.

## Klimat
För att vara en stad nära ekvatorn har Mogadishu förvånansvärt torrt klimat. Större delen av området som staden ligger i är ökenområde. Staden har 427 mm i årlig nederbörd vilket mestadels faller under regnperioden. Nederbörden varierar kraftigt från år till år och torka är ett konstant problem för folket i Somalia.
Staden har rikligt med solsken, i medel åtta till tio timmar om dagen. Det är som lägst under regnperioden.
|                                            | Jan | Feb | Mar | Apr | Maj | Jun | Jul | Aug | Sep | Okt | Nov | Dec |
| ------------------------------------------ | --- | --- | --- | --- | --- | --- | --- | --- | --- | --- | --- | --- |
| Normaldygnets maximitemperaturs medelvärde | 30  | 30  | 31  | 32  | 32  | 29  | 28  | 28  | 29  | 30  | 31  | 30  |
| Normaldygnets minimitemperaturs medelvärde | 23  | 23  | 24  | 26  | 25  | 23  | 23  | 23  | 23  | 24  | 24  | 24  |
|                                            |     |     |     |     |     |     |     |     |     |     |     |     |
| Nederbörd                                  | 0   | 0   | 0   | 58  | 58  | 97  | 64  | 48  | 25  | 23  | 41  | 13  |

| Diagram | temperaturer i °C • månadsnederbörd i mm • Källa: BBC Weather | temperaturer i °C • månadsnederbörd i mm • Källa: BBC Weather | temperaturer i °C • månadsnederbörd i mm • Källa: BBC Weather | temperaturer i °C • månadsnederbörd i mm • Källa: BBC Weather | temperaturer i °C • månadsnederbörd i mm • Källa: BBC Weather | temperaturer i °C • månadsnederbörd i mm • Källa: BBC Weather | temperaturer i °C • månadsnederbörd i mm • Källa: BBC Weather | temperaturer i °C • månadsnederbörd i mm • Källa: BBC Weather | temperaturer i °C • månadsnederbörd i mm • Källa: BBC Weather | temperaturer i °C • månadsnederbörd i mm • Källa: BBC Weather | temperaturer i °C • månadsnederbörd i mm • Källa: BBC Weather | temperaturer i °C • månadsnederbörd i mm • Källa: BBC Weather |
|         | 0 30 23                                                       | 0 30 23                                                       | 0 31 24                                                       | 58 32 26                                                      | 58 32 25                                                      | 97 29 23                                                      | 64 28 23                                                      | 48 28 23                                                      | 25 29 23                                                      | 23 30 24                                                      | 41 31 24                                                      | 13 30 24                                                      |